# Les Irois
Les Irois (em crioulo, Lèziwa), é uma comuna do Haiti, situada no departamento do Grande Enseada e no arrondissement de Anse d'Ainault. De acordo com o censo de 2003, sua população total é de 23.185 habitantes.